# Wenji (socken i Kina)
Wenji (kinesiska: 闻集, 闻集乡) är en socken i Kina. Den ligger i provinsen Henan, i den centrala delen av landet, omkring 210 kilometer öster om provinshuvudstaden Zhengzhou. Antalet invånare är 35 626. Befolkningen består av 17 930 kvinnor och 17 696 män. Barn under 15 år utgör 24,0 %, vuxna 15-64 år 66 %, och äldre över 65 år 9,0 %.
Genomsnittlig årsnederbörd är 888 millimeter. Den regnigaste månaden är juli, med i genomsnitt 196 mm nederbörd, och den torraste är januari, med 7 mm nederbörd.